# 咖啡園墳場
咖啡園墳場（英語：Mount Caroline Cemetery）位於掃桿埔樂活道，是香港開埠初期建立的華人公眾墳場，於1891年開辦。

## 歷史沿革
1916年，一位從巴西回國的華僑帶了很多巴西咖啡種子來到香港。由於香港是咖啡的主要銷售地，因此他便來港尋找種植咖啡的地方，他看中掃桿埔旁邊的一座山，認為土質氣候適合種植咖啡。但當咖啡樹苗移植到山上時，咖啡樹生長得不好，不少樹苗移植後就枯死，使他所有的投資沒有收成，最後被逼放棄這座咖啡園。
1918年跑馬地馬場大火罹難者被悉數安葬在咖啡園墳場戊午馬棚遇難中西士女公墓內。
1952年，香港政府興建香港大球場而搬遷部份墓碑。
1961年，不再接受安葬申請。

## 下葬名人
- 胡獻祥字文周、胡禮垣、胡禮倬、胡禮沺之父
- 胡禮垣（1847—1916）胡禧堂之父、胡百全祖父
- 胡禮沺
- 胡禮倬(又名胡蘊初)
- 胡百貴（1914-1937年）胡禮垣之孫、余東旋女婿
- 陳景華（1863年—1913年9月16日）
- 侯亨（1862—1923）香港第一位華籍督察。
- 黎國權（1847—1927）
- 費穆（1906年10月10日—1951年1月31日），遺體於2月2日下午在咖啡園舉行火葬。